# Cornuamesus longiramus
Cornuamesus longiramus is een pissebed uit de familie Ischnomesidae. De wetenschappelijke naam van de soort is voor het eerst geldig gepubliceerd in 2006 door Kavanagh & Sorbe.